# GJC1
GJC1 (англ. Gap junction protein gamma 1) – білок, який кодується однойменним геном, розташованим у людей на короткому плечі 17-ї хромосоми. Довжина поліпептидного ланцюга білка становить 396 амінокислот, а молекулярна маса — 45 470.
| 10         |  | 20         |  | 30         |  | 40         |  | 50         |
| ---------- |  | ---------- |  | ---------- |  | ---------- |  | ---------- |
| MSWSFLTRLL |  | EEIHNHSTFV |  | GKIWLTVLIV |  | FRIVLTAVGG |  | ESIYYDEQSK |
| FVCNTEQPGC |  | ENVCYDAFAP |  | LSHVRFWVFQ |  | IILVATPSVM |  | YLGYAIHKIA |
| KMEHGEADKK |  | AARSKPYAMR |  | WKQHRALEET |  | EEDNEEDPMM |  | YPEMELESDK |
| ENKEQSQPKP |  | KHDGRRRIRE |  | DGLMKIYVLQ |  | LLARTVFEVG |  | FLIGQYFLYG |
| FQVHPFYVCS |  | RLPCPHKIDC |  | FISRPTEKTI |  | FLLIMYGVTG |  | LCLLLNIWEM |
| LHLGFGTIRD |  | SLNSKRRELE |  | DPGAYNYPFT |  | WNTPSAPPGY |  | NIAVKPDQIQ |
| YTELSNAKIA |  | YKQNKANTAQ |  | EQQYGSHEEN |  | LPADLEALQR |  | EIRMAQERLD |
| LAVQAYSHQN |  | NPHGPREKKA |  | KVGSKAGSNK |  | STASSKSGDG |  | KTSVWI     |

A: Аланін

C: Цистеїн

D: Аспарагінова кислота

E: Глутамінова кислота

F: Фенілаланін

G: Гліцин

H: Гістидин

I: Ізолейцин

K: Лізин

L: Лейцин

M: Метіонін

N: Аспарагін

P: Пролін

Q: Глутамін

R: Аргінін

S: Серин

T: Треонін

V: Валін

W: Триптофан

Локалізований у клітинній мембрані, мембрані, клітинних контактах.